# Acroneuria internata
Acroneuria internata és una espècie d'insecte plecòpter pertanyent a la família dels pèrlids que es troba als Estats Units: Arkansas, Illinois, Ohio, Indiana, Kentucky, Michigan, Missouri, Oklahoma, Virgínia, Wisconsin i Virgínia Occidental, incloent-hi els Grans Llacs d'Amèrica del Nord.